# Dany Saval
Dany Saval, de son vrai nom Danielle Savalle, est une actrice française, née le 5 janvier 1942 dans le 14e arrondissement de Paris.

## Biographie

### Carrière
Danielle Nadine Savalle débute comme danseuse au Moulin Rouge, puis fait de la figuration au cinéma. À l'âge de quinze ans, elle apparaît dans L'Eau vive. Son premier rôle est dans Les Tricheurs, un film de Marcel Carné sorti en 1958. Pendant dix ans elle vit aux États Unis, à Los Angeles. Elle change son patronyme pour Dany Saval.
Grâce à son succès aux États-Unis, elle investit une partie de ses cachets dans l'immobilier en achetant des appartements à Los Angeles.
En 1969, elle visite à Los Angeles une maison au 10050 Cielo Drive qu'elle envisage d'acheter pour y habiter avec sa fille, mais y renonce, ayant trouvé une autre propriété lui plaisant davantage. Quelques mois plus tard Sharon Tate et quatre autres personnes y seront tuées par la bande de Charles Manson.
Après sa carrière américaine, Dany Saval fait son retour en France en 1970 en jouant au théâtre la pièce Herminie de Claude Magnier et dans deux feuilletons Les Saintes Chéries et Prune.
Dany Saval se retire du monde du cinéma et du spectacle en 1987, après sa participation à la série télévisée La Baleine blanche, pour se consacrer à sa vie de famille et aux animaux.

### Vie privée
Dany Saval s'est mariée quatre fois. En premières noces, le 4 octobre 1958, elle épouse le publiciste Roger Chaland (assistant de Bruno Coquatrix), puis, en deuxièmes noces, en 1965, le compositeur Maurice Jarre — avec qui elle a, en 1965, une fille prénommée Stéfanie ; en troisième noces, en 1967 à Las Vegas, l'acteur, éditeur et producteur américain Ed Garner ; et enfin, en quatrièmes noces, en 1973 également à Las Vegas, l'animateur et journaliste Michel Drucker.

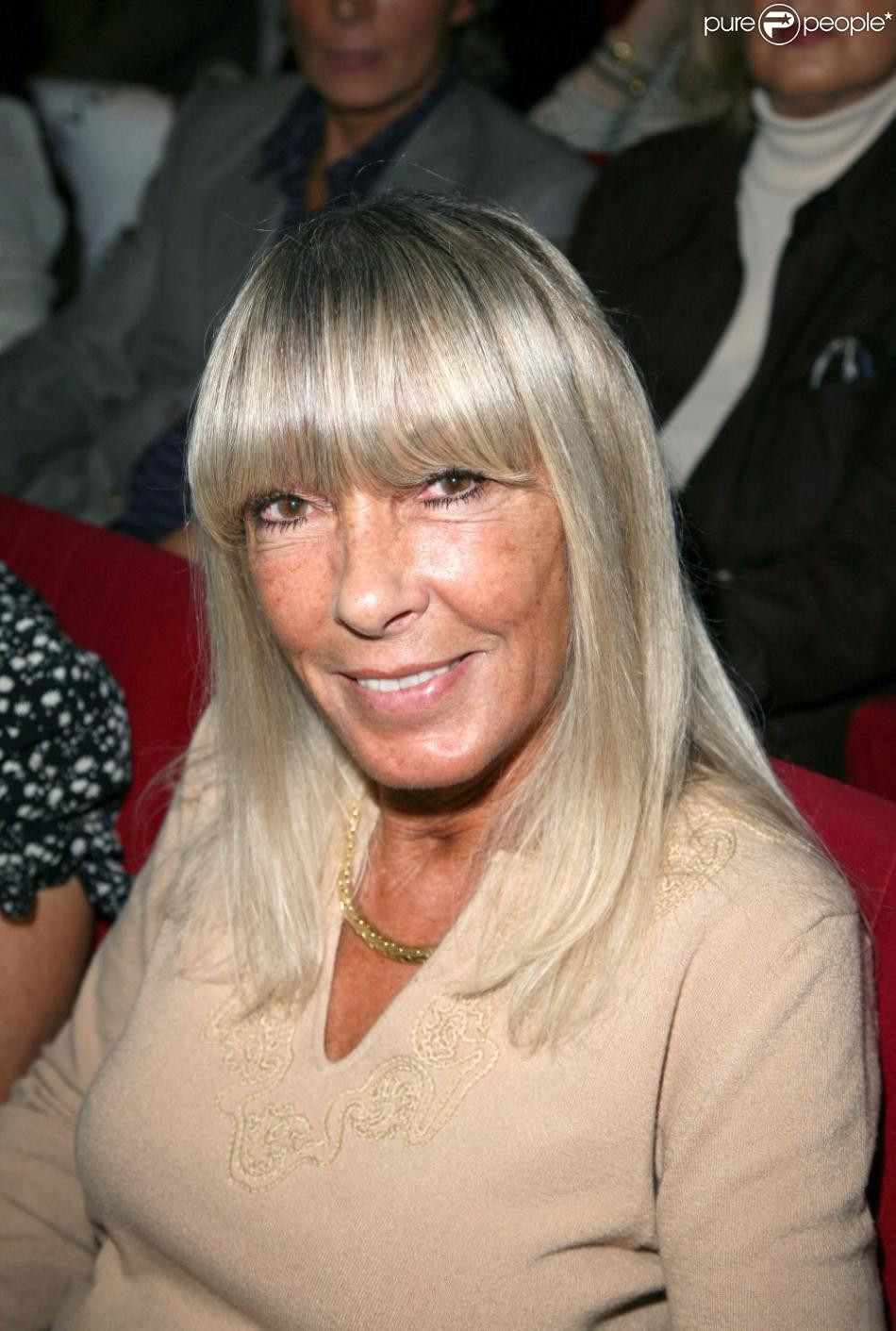
Dany Saval en 2015.

## Filmographie

### Cinéma
- 1958 : L'Eau vive, de François Villiers (figuration, non créditée)
- 1958 : Le Miroir à deux faces, d'André Cayatte (figuration, non créditée)
- 1958 : Les Tricheurs, de Marcel Carné : Nicole, la fiancée de Bernard
- 1959 : Nathalie, agent secret, d'Henri Decoin : Pivoine
- 1959 : La Verte Moisson, de François Villiers : Dany
- 1959 : Asphalte de Hervé Bromberger : Monique
- 1960 : Pierrot la tendresse, de François Villiers : Marie-la-crêpe
- 1960 : La Dragée haute, de Jean Kerchner : Corinne
- 1960 : Les portes claquent, de Michel Fermaud et Jacques Poitrenaud : Pinky
- 1961 : Dans la gueule du loup, de Jean-Charles Dudrumet (non créditée)
- 1961 : Pleins Feux sur l'assassin, de Georges Franju : Micheline
- 1961 : Le Puits aux trois vérités (Il pozzo delle tre verità) de François Villiers : la fille au restaurant
- 1962 : Les Parisiennes, sketch Ella, de Jacques Poitrenaud : Ella
- 1962 : Un pilote dans la Lune (Moon Pilot), de James Neilson : Lyrae
- 1962 : Les Sept Péchés capitaux, sketch L'Envie d'Édouard Molinaro : Rosette, la servante
- 1962 : Le Diable et les Dix Commandements, de Julien Duvivier, sketch  Luxurieux point ne seras : Tania/Mauricette
- 1962 : Comment réussir en amour, de Michel Boisrond : Sophie
- 1963 : Du mouron pour les petits oiseaux, de Marcel Carné : Lucie
- 1963 : Strip tease, de Jacques Poitrenaud : Berthe dite « Dodo Volupté »
- 1963 : Constance aux enfers, de François Villiers : Pascale
- 1964 : Une souris chez les hommes ou Un drôle de caïd, de Jacques Poitrenaud : Lucile
- 1964 : Jaloux comme un tigre, de Darry Cowl et Maurice Delbez : Jeanine
- 1964 : Cherchez l'idole, de Michel Boisrond : Corinne
- 1964 : Moi et les hommes de quarante ans, de Jacques Pinoteau : Caroline
- 1964 : Constance aux enfers, de François Villiers : Pascale
- 1965 : Boeing Boeing (Boeing 707), de John Rich : Jacqueline Grieux d'Air France
- 1972 : Amigo, mon colt a deux mots à te dire (Si può fare… Amigo), de Maurizio Lucidi : Mary Bronston
- 1977 : L'Animal, de Claude Zidi : Doris
- 1977 : La Vie parisienne, de Christian-Jaque : Pauline
- 1978 : Plein les poches pour pas un rond, de Daniel Daert : Charlotte dite « Lolotte »
- 1979 : Ciao, les mecs, de Sergio Gobbi : Annie
- 1980 : Voulez-vous un bébé Nobel ?, de Robert Pouret : la mère blonde
- 1980 : Inspecteur la Bavure, de Claude Zidi : l'antiquaire
- 1980 : Signé Furax, de Marc Simenon : Fiotte

### Télévision
- 1961 : L'Amour des trois oranges, de Pierre Badel : Théodora
- 1962 : L'inspecteur Leclerc enquête (série télévisée), épisode Le Prix du silence, de Marcel Bluwal : Françoise
- 1974 : Le comte Yoster a bien l'honneur (série télévisée franco-allemande), épisode Lettres de l'ombre (Briefe aus dem Dunkel), de Georg Tressler : Nathalie Gilain

## Théâtre
- 1959 : Les Choutes, de Pierre Barillet et Jean-Pierre Grédy, mise en scène Jean Wall, Théâtre des Nouveautés
- 1959 : Les Bâtisseurs d'empire, de Boris Vian, mise en scène Jean Négroni, Théâtre Récamier
- 1971 : Au théâtre ce soir : Herminie, de Claude Magnier, mise en scène Michel Vocoret, réalisation Pierre Sabbagh,   Théâtre Marigny

### Comédie musicale
Pénélope : comédie musicale adaptée et créée en 1978 par Dany Saval et Serge Prisset d'après l'Odyssée, d'Homère, transposée dans un futur de science-fiction.

## Bande dessinée
Dany Saval signe le scénario des Aventures de Zaza, série de deux albums de bande dessinée parus en 1985 (L'empire sous la mer, dessiné par Jean-Pierre Gibrat) et 1987 (Uluru, dessiné par Dominique Lebreton). Ces albums racontent les aventures de sa chienne.